# Балима, Вилфред Бенджамин
Ви́лфред Бе́нджамин Балима́ (фр. Wilfried Bendjamin Balima; 20 марта 1985, Бобо-Диуласо, Буркина-Фасо) — буркинийский футболист, выступающий на позициях защитника и правого полузащитника в тираспольском клубе «Шериф» и сборной Буркина-Фасо.

## Карьера
Балима начинал свою карьеру в клубе «Уагадугу», в составе которого за три года провел около семи десятков матчей, в январе 2006 года перешёл в тираспольский «Шериф», в составе которого становился многократным чемпионом и обладателем Кубка Молдавии. Балима был признан лучшим игроком Молдавии сезона 2008/09 по версии официального сайта УЕФА. В сезоне 2011/12 Бенджамин стал лучшим бомбардиром Национального дивизиона Молдавии, он отличался в семи стартовых турах чемпионата и забил в общей сложности 18 мячей. В сезоне 2013/14 вместе с командой пробился в групповой этап Лиги Европы. По итогам сезона 2013/14 стал в восьмой раз чемпионом Молдавии. 24 мая 2015 года выиграл с командой Кубок Молдавии 2014/15. В июне 2017 года покинул «Шериф», он провел в Тирасполе 12 полноценных сезонов, став одним из самых титулованных футболистов Молдавии: он завоевал 10 чемпионских титулов, 6 Кубков и 6 Суперкубков Молдавии. Однако в конце июля снова вернулся в тираспольский клуб.
3 мая 2019 года провел 300 матч за тираспольский клуб и забил 55 гол.
В январе 2020 года Бенжамин Балима завершил карьеру футболиста. Бенжамин вошел в тренерский штаб «Шерифа» и занял должность тренера-селекционера.

## В сборной
Балима играл за молодёжную сборную, на данный момент он член национальной сборной Буркина-Фасо. В 2013 году в составе сборной завоевал серебряные медали Кубка африканских наций. В квалификация к ЧМ-2014 в Бразилии его сборная добралась до стыковых матчей, где по сумме двух встреч уступила Алжиру. Первая игра в Буркина-Фасо закончилась победой хозяев 3-2, а в Алжире буркинийцы уступили. В ответном матче Балима отыграл все 90 минут.

## Достижения
Уагадугу
- Обладатель Суперкубка Буркина-Фасо (1): 2005

 Шериф
- Чемпион Молдавии (13): 2005/06, 2006/07, 2007/08, 2008/09, 2009/10, 2011/12, 2012/13, 2013/14, 2015/16, 2016/17, 2017, 2018, 2019
- Бронзовый призёр чемпионата Молдавии (1): 2014/15
- Обладатель Кубка Молдавии (7): 2005/06, 2007/08, 2008/09, 2009/10, 2016/17, 2016/17, 2018/19
- Обладатель Суперкубка Молдавии (4): 2007, 2013, 2015, 2016
- Обладатель Кубка Содружества (1): 2009
- Серебряный призёр чемпионата Молдавии (1): 2010/11

Сборная Буркина-Фасо
- Финалист Кубка африканских наций: 2013

## Личная жизнь

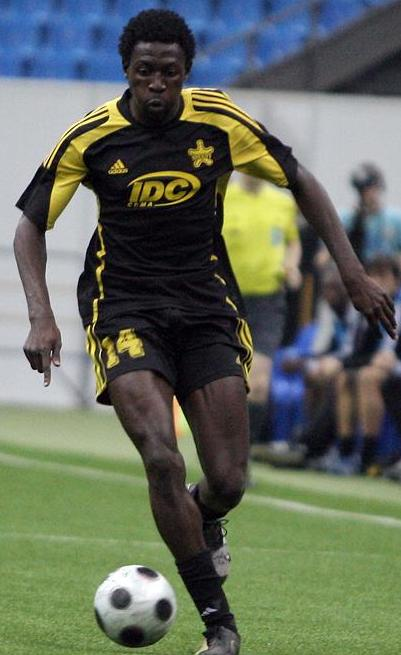
Балима в матче Кубка Содружества 2009

Жена Джамила, и дочка Малис живут в США.

## Статистика

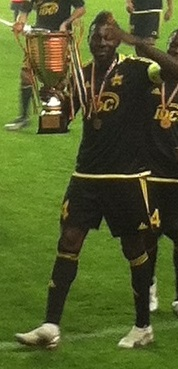
Балима с Суперкубком Молдавии 2015

### Клубная карьера
| 2001/02                        | Уагадугу | Буркина-Фасо | 7  | 2  |
| 2002/03                        | Уагадугу | Буркина-Фасо | 16 | 2  |
| 2003/04                        | Уагадугу | Буркина-Фасо | 20 | 4  |
| 2004/05                        | Уагадугу | Буркина-Фасо | 22 | 5  |
| 2005/06                        | Шериф    | Молдавия     | 14 | 5  |
| 2006/07                        | Шериф    | Молдавия     | 24 | 3  |
| 2007/08                        | Шериф    | Молдавия     | 27 | 4  |
| 2008/09                        | Шериф    | Молдавия     | 23 | 1  |
| 2009/10                        | Шериф    | Молдавия     | 18 | 3  |
| 2010/11                        | Шериф    | Молдавия     | 31 | 6  |
| 2011/12                        | Шериф    | Молдавия     | 27 | 18 |
| 2012/13                        | Шериф    | Молдавия     | 26 | 5  |
| 2013/14                        | Шериф    | Молдавия     | 21 | 1  |
| 2014/15                        | Шериф    | Молдавия     | 18 | 2  |
| 2015/16                        | Шериф    | Молдавия     | 22 | 3  |
| 2016/17                        | Шериф    | Молдавия     | 20 | 2  |
| 2017                           | Шериф    | Молдавия     | 9  | 2  |
| 2018                           | Шериф    | Молдавия     | 15 | 0  |
| 2019                           | Шериф    | Молдавия     | 13 | 3  |
| Обновлено 16 декабря 2019 года |          |              |    |    |

### Голы за сборную
| 9 октября 2010           | Стадион Аддис-Абеба, Уагадугу, Буркина-Фасо    | Гамбия | 3-1 | Победа | Квалификация КАН 2012 |
| 17 ноября 2010           | Стадион Aimé Bergeal, Мантес-ла-Вилле, Франция | Гвинея | 2-1 | Победа | Товарищеский матч     |
| Обновлено 19 ноября 2010 |                                                |        |     |        |                       |